# Université du Missouri à Kansas City
Pour les articles homonymes, voir Université du Missouri.
L'université du Missouri à Kansas City (UMKC) est une institution publique américaine d'enseignement supérieur et de recherche dont le campus principal est à Kansas City dans l'État du Missouri. Son ancêtre se nommait Lincoln and Lee University dans les années 1920, puis Lincoln and Lee, the University of Kansas City vers 1930, avant de prendre le nom qu'on lui connait aujourd'hui dès 1963.
L'université est composée de douze divisions académiques, nommées College of Arts and Sciences, School of Education (école de formation des maîtres), School of Nursing (école de soins infirmiers), Henry W. Bloch School of Business and Public Administration, School of Medicine (faculté de médecine), School of Law (faculté de droit), School of Computing and Engineering (école d'ingénieur), School of Biological Sciences faculté de biologie), Conservatory of Music and Dance (conservatoire), School of Dentistry (école de soins dentaires), School of Graduate Studies et School of Pharmacy (école de pharmacie).